# Manfred Kreuz
Manfred Kreuz (ur. 7 marca 1936 w Gelsenkirchen) – niemiecki piłkarz grający na pozycji pomocnika lub napastnika, wieloletni zawodnik Schalke Gelsenkirchen (w latach 1962–1968 kapitan), trener.

## Kariera piłkarska

### SC Hassel
Manfred Kreuz karierę piłkarską rozpoczął w 1953 roku w SC Hassel. Równocześnie rozpoczął aplikację w urzędzie skarbowym w Borken. Potem jednak ze względu na długi dojazd do pracy i długie godziny, optymalne nie było możliwe, w związku z czym zawiesił karierę urzędnika skarbowego. Z SC Hassel odszedł w 1956 roku.

### Schalke Gelsenkirchen
Następnie Kreuz został zawodnikiem Schalke Gelsenkirchen, w którym debiut zaliczył 2 września 1956 roku w wygranym 4:2 ligowym meczu domowym z VfL Bochum. Łącznie w sezonie 1956/1957 rozegrał 15 meczów, w których zdobył 7 goli, a Królewsko-Niebiescy zakończyli rozgrywki ligowe na 4. miejscu. W sezonie 1957/1958 rozegrał 25 meczów, w których zdobył 13 goli (w tym hat tricka 11 sierpnia 1957 roku w wygranym 0:5 meczu wyjazdowym z Hamborn 07), a Królewsko-Niebiescy wygrali rozgrywki Oberligi zachodniej, dzięki czemu awansowali do rundy finałowej mistrzostw Niemiec, w której był kluczowym zawodnikiem Królewsko-Niebieskich. W tej rundzie, która została skrócona z powodu nadchodzących mistrzostw świata 1958 w Szwecji, Królewsko-Niebiescy w fazie grupowej wygrali wszystkie trzy mecze: z Eintrachtem Brunszwik (4:1), Tennisem Borussią Berlin (9:0) oraz z SC Karlsruher (3:0), w której Kreuz zdobył 3 gole i tym samym Schalke Gelsenkirchen awansowało do finału, w którym 18 maja 1958 roku na Niedersachsenstadion w Hanowerze na oczach 81 000 widzów prowadzonym przez sędziego – Alberta Duscha Królewsko-Niebiescy wygrali 3:0 z Hamburgerem SV, a Kreuz zdobył gola na 3:0 ustalając tym samym wynik meczu i tym samym zdobyli mistrzostwo Niemiec.
W sezonie 1958/1959 Królewsko-Niebiescy występowali w Pucharze Europy, w którym grali kolejno: z duńskim Kjøbenhavns Boldklub (0:3, 5:2, 3:1), angielskim Wolverhampton Wanderers (2:2, 2:1) oraz w ćwierćfinale, w którym przegrali rywalizację z hiszpańskim Atlético Madryt (0:3, 1:1) i tym samym zakończyli swój udział w rozgrywkach. W sezonie 1961/1962 Królewsko-Niebiescy zajęli 2. miejsce w Oberlidze zachodniej, dzięki czemu awansowali do rundy finałowej mistrzostw Niemiec, w której Kreuz grał na lewym skrzydle oraz współpracował wraz z Egonem Horstem oraz Willym Schulzem. W meczu barażowym Królewsko-Niebiescy wygrali 4:1 po dogrywce z Werderem Brema, dzięki czemu awansowali do fazy grupowej, w której grali wraz z Borussią Neunkirchen (3:2), Tasmanią Berlin (1:1) oraz FC Nürnberg (1:3) oraz zajęli ostatecznie 3. miejsce i tym samym nie awansowało do finału. Natomiast w Pucharze Niemiec dotarli do półfinału, w którym 22 sierpnia 1962 roku na Rheinstadion w Düsseldorfie przegrali 3:2 z Fortuną Düsseldorf.
W sezonie 1962/1963 (ostatnim przed utworzeniem Bundesligi), w której Kreuz rozegrał 27 meczów, w których zdobył 9 goli. Królewsko-Niebiescy zajęli 6. miejsce w Oberlidze zachodniej, dzięki czemu dostali się do nowo utworzonej Bundesligi. Kreuz ostatni mecz Oberlidze zachodniej, w której w latach 1956–1963 rozegrał 135 meczów, w których zdobył 42 gole, ostatni mecz rozegrał 11 maja 1963 roku w zremisowanym 1:1 meczu domowym z Fortuną Düsseldorf, w którym Kreuz wystąpił w ataku wraz z Waldemarem Gerhardtem, Willym Koslowskim, Reinhardem Libudą oraz  Hansem Nowakiem.
Po sezonie 1962/1963 Schalke Gelsenkirchen dostało się do nowo utworzonej Bundesligi, w której Kreuz zadebiutował 24 sierpnia 1963 roku w wygranym 2:0 meczu domowym z VfB Stuttgart. W sezonie 1963/1964 Królewsko-Niebiescy pod wodzą trenera – Georga Gawliczka oraz Fritza Langera (prowadził drużynę w trzech ostatnich meczach sezonu) zakończyli rozgrywki ligowe na 8. miejscu, a w sezonie 1964/1965 zakończyli rozgrywki ligowe na ostatnim – 16. miejscu, jednak w wyniku powiększenia Bundesligi do 18 klubów w sezonie 1965/1966, w związku z czym uniknęli spadku do Regionalligi. W sezonie 1964/1965 dotarli także do półfinału Pucharu Niemiec, w którym 7 kwietnia 1965 roku przegrali 4:3 po dogrywce z Alemannią Aachen. W sezonie 1965/1966 z 9 golami był najlepszym strzelcem Królewsko-Niebiesckich.
7 stycznia 1967 roku Schalke Gelsenkirchen doznało najwyższej porażki w historii swoich występów w Bundeslidze – przegrało aż 0:11 z Borussią Mönchengladbach, a jednym z możliwych powodów porażki była śmierć żony Kreuza dwa dni przed meczem, przez co zawodnicy klubu byli w szoku i nie mogli się skoncentrować na grze.
Ostatni mecz w Bundeslidze, a także jedyny mecz w sezonie 1967/1968 rozegrał 30 marca 1968 roku w zremisowanym 1:1 meczu domowym z Hannoverem 96, w którym grał z prawej strony pomocy wraz Horstem Blechingerem, Herbertem Höbuschem, Gerhardem Neuserem oraz Hansem-Jürgenem Wittkampem. Po sezonie 1967/1968 poddał się operacji łąkotki, w wyniku której musiał zakończyć karierę. Łącznie w Bundeslidze rozegrał 83 mecze, w których zdobył 17 goli, a także występował w rundach finałowych mistrzostw Niemiec (7 meczów/4 gole), w Pucharze Niemiec (12 meczów/4 gole) oraz w Pucharze Europy (4 mecze).

## Reprezentacja RFN
Manfred Kreuz mimo swojej renomy w RFN nigdy nie zagrał w reprezentacji RFN, ani w reprezentacji RFN B (choć otrzymał powołanie). Według niego miał na to wpływ jego styl życia, gdyż po meczu prawdopodobnie pił piwo i palił papierosa, na co nie godził się ówczesny selekcjoner reprezentacji RFN – Sepp Herberger.

## Styl gry
Manfred Kreuz oprócz świetnej gry w na lewym i prawym skrzydle oraz w ataku, potrafił również świetnie grać lewą nogą.

## Kariera trenerska
Manfred Kreuz po zakończeniu kariery piłkarskiej rozpoczął karierę trenerską. Przez wiele lat był trenerem amatorskiej drużyny Schalke Gelsenkirchen.

## Sukcesy

### Zawodnicze
Schalke Gelsenkirchen
- Mistrzostwo Niemiec: 1958